# Gerhard Schildt

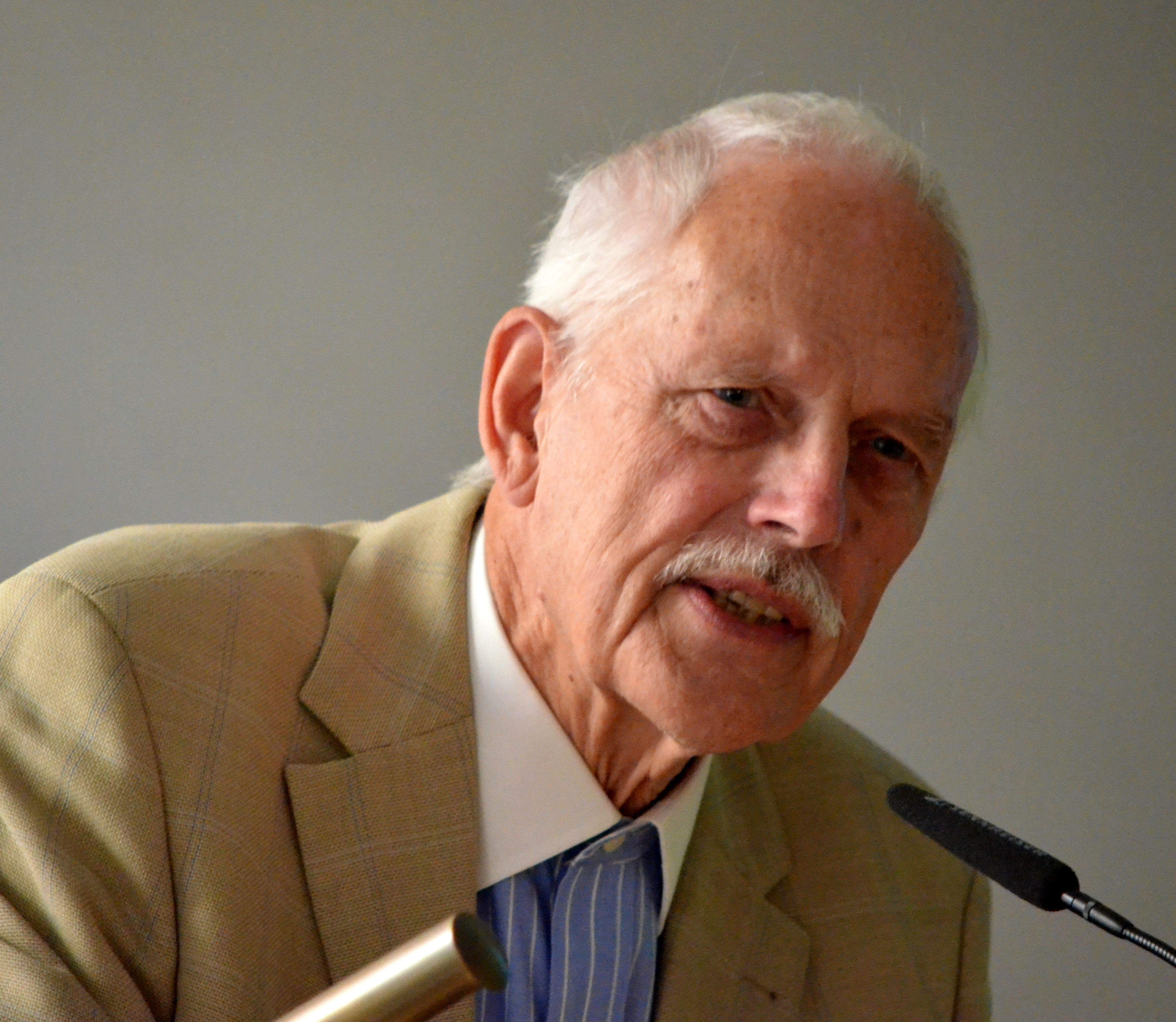
Gerhard Schildt bei einem Vortrag im Braunschweigischen Landesmuseum am 28. Juni 2014.

Gerhard Schildt (* 5. August 1937 in Teterow; † 29. August 2023 in Braunschweig) war ein deutscher Neuzeithistoriker und Hochschullehrer.

## Leben
Gerhard Schildt studierte an den Universitäten Freiburg und Marburg Geschichte und Germanistik. Einer seiner akademischen Lehrer war Gerhard Ritter. Im November 1964 erfolgte in Freiburg die Promotion. Das Thema war Die Arbeitsgemeinschaft Nord-West. Untersuchungen zur Geschichte der NSDAP 1925/26. 1967 wurde Schildt Verlagslektor. 1970 wechselte er an die Technische Universität Braunschweig. Seine Forschungsschwerpunkte waren die Sozialgeschichte des 19. Jahrhunderts, die braunschweigische Landesgeschichte sowie die allgemeine Weltgeschichte. An der TU habilitierte er sich 1983 mit der Arbeit Tagelöhner, Gesellen, Arbeiter. Sozialgeschichte der vorindustriellen und industriellen Arbeiter in Braunschweig, 1830–1880. Bis zu seiner Pensionierung 2002 lehrte er als außerplanmäßiger Professor in Braunschweig.
Schildt verfasste mehrere biografische Artikel für das Braunschweigische Biographische Lexikon, so unter anderem zu den Herzögen Friedrich Wilhelm, Karl II. und Karl Wilhelm Ferdinand.

## Schriften (Auswahl)
- Die Arbeitsgemeinschaft Nord-West. Untersuchungen zur Geschichte der NSDAP 1925/26. Phil. Diss. Ms. Freiburg i. Br. 1964.
- Europa. Illustrierte Geschichte unseres Kontinents. Fackelverlag, Stuttgart 1975, OCLC 74403946.
- Wachstum und Stagnation der sozialen Mobilität im 19. und 20. Jahrhundert. Überlegungen zu mobilitätsfördernden und -hemmenden Faktoren. In: Kölner Zeitschrift für Soziologie und Sozialpsychologie. 29, 1977, S. 702–730.
- Heinrich der Löwe im Geschichtsbild des 19. und 20. Jahrhunderts. In: Wolf-Dieter Mohrmann (Hrsg.): Heinrich der Löwe. Göttingen 1980, S. 466–489.
- Wem gehört der Burglöwe zu Braunschweig? (= Arbeitsberichte aus dem Städtischen Museum Braunschweig. Band 46). Städtisches Museum Braunschweig, Braunschweig 1984.
- Tagelöhner, Gesellen, Arbeiter. Sozialgeschichte der vorindustriellen und industriellen Arbeiter in Braunschweig 1830–1880 (= Industrielle Welt. Band 40). Klett-Cotta, Stuttgart 1986, ISBN 3-608-91256-8.
- Geschichte Europas. Westermann, Braunschweig 1988, ISBN 3-07-509037-9.
- Aufbruch aus der Behaglichkeit. Deutschland im Biedermeier 1815–1847. Westermann, Braunschweig 1989, ISBN 3-07-509038-7.
- Landbevölkerung und Revolution. Zur Ursache der Niederlage der Revolution von 1848 in Preußen. In: Geschichte in Wissenschaft und Unterricht. 43, 1992, S. 290–302.
- Frauenarbeit im 19. Jahrhundert (= Frauen in Geschichte und Gesellschaft. Band 27). Centaurus, Pfaffenweiler 1993, ISBN 3-89085-795-7.
- Die Arbeiterschaft im 19. und 20. Jahrhundert (= Enzyklopädie deutscher Geschichte. Band 36). Oldenbourg, München 1996, ISBN 3-486-55012-8.
- Braunschweig. Die Geschichte einer agrarisch geprägten Region. Landbuch, Hannover 1997, ISBN 3-7842-0549-6.
- Bismarck. Der Ehrenbürger der Stadt Braunschweig im Widerstreit (= Kleine Schriften des Stadtarchiv Braunschweig. Band 34). Öffentliche Bücherei Braunschweig, Braunschweig 1999.
- zusammen mit Horst-Rüdiger Jarck (Hrsg.): Die Braunschweigische Landesgeschichte. Jahrtausendrückblick einer Region. Appelhans, Braunschweig 2000, ISBN 3-930292-28-9.
- Zur nationalen Differenzierung in der neuzeitlichen Dynamik Europas. Eine quantitative Untersuchung. In: Zeitschrift für Weltgeschichte 13, 2012, S. 159–189.
- mit Hu Kai: Das moderne China. 19. und 20. Jahrhundert (= Reclams Universal-Bibliothek. Band 17075). Reclam, Stuttgart 2014, ISBN 978-3-15-017075-5.